# Рене II (герцог Лотарингии)
Рене́ II Лотарингский (фр. René II de Lorraine; 2 мая 1451 года, Анже, Мен и Луара, Франция — 10 декабря 1508 года, Файнс-Веель (фр.), Мёз, Франция) — представитель Третьего Лотарингского дома, сын Ферри II, графа де Водемон и его супруги Иоланды Анжуйской, граф де Водемон, д’Омаль, барон д’Эльбеф, герцог Лотарингский и т. д.

## Биография

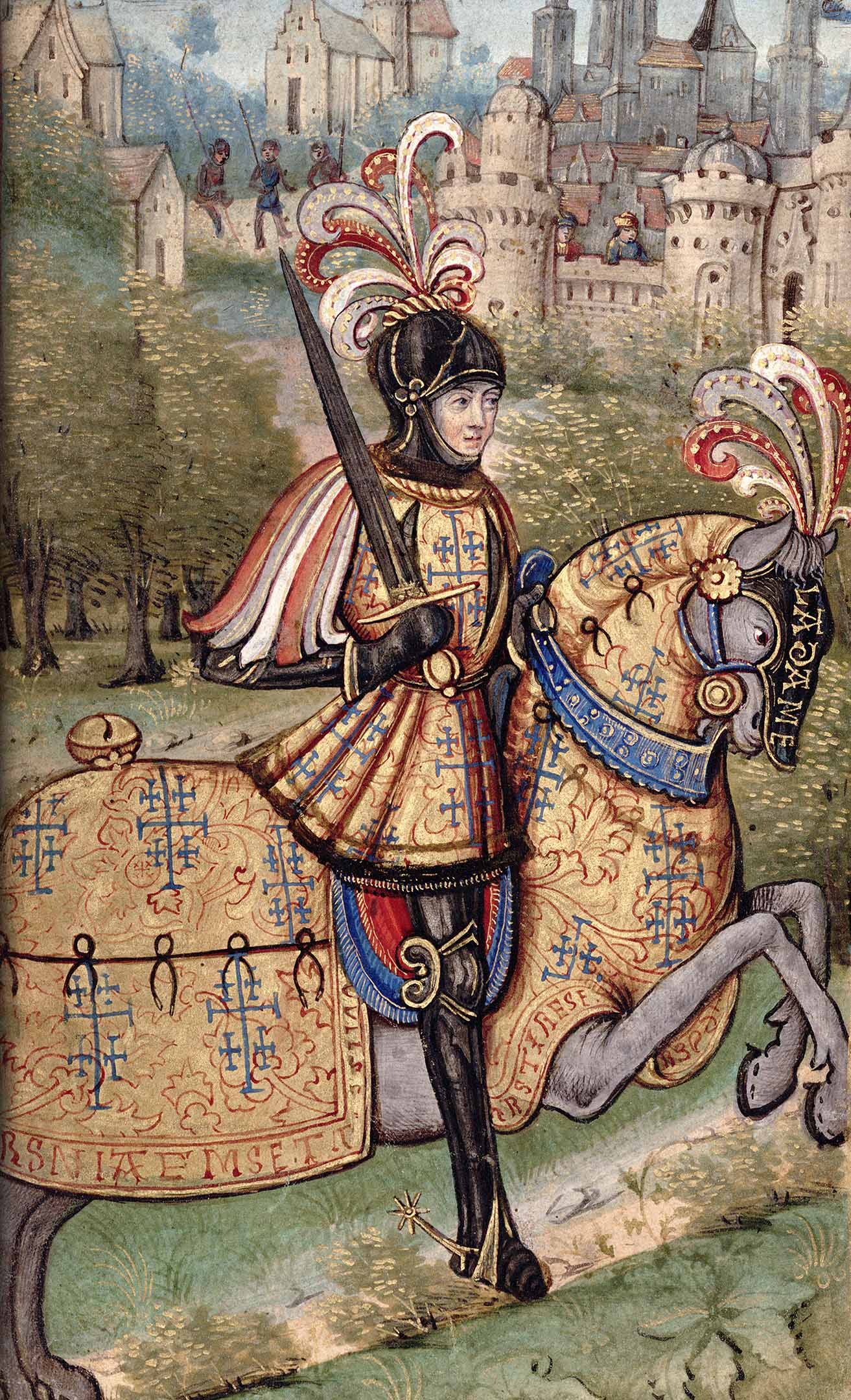
Рене Лотарингский. Миниатюра рукописи «Нансийской книги» Пьера де Бларру. 1500 год.

На исходе своей юности Рене был представлен ко двору деда — Рене I Анжуйского, в 1470 году, после смерти своего отца, унаследовал графство Водемон (присоединив его тем самым к Лотарингскому герцогству), а спустя три года, после смерти Жана VIII д’Аркур, своего дяди, Рене стал графом д’Омаль д’Эльбеф, сенешалем и губернатором Анжу.
Рене II участвовал в бургундских войнах (1474—1477), во время которых герцогство Лотарингское и Швейцарский Союз вели тяжёлую борьбу с герцогом Бургундии Карлом Смелым, в планы которого входило присоединение Лотарингии к своим владениям.
Отряд лотарингской конницы численностью 1800 человек под командованием Рене принимал участие в битве при Муртене, где союзники нанесли сокрушительное поражение бургундцам. 6 октября 1476 года Рене освободил от бургундских войск столицу своего герцогства — город Нанси. А 5 января 1477 года, Рене командовал объединенной лотарингско-швейцарской армией, которая в битве при Нанси окончательно разгромила бургундские войска, при этом был убит герцог Бургундии Карл Смелый.

## Семья и дети
9 сентября 1471 года в Анже Рене II Лотарингский вступил в брак с Жанной д’Аркур, дочерью Гильома д’Аркур, графа де Танкарвилль, виконта де Мелюн, и Иоланды де Лаваль. Этот брак был аннулирован в 1485 году по причине бесплодия супруги.
1 сентября 1485 года в Орлеане был заключен второй брак герцога Рене — теперь с Филиппой Гелдернской, дочерью Адольфа д’Эгмонт, герцога Гелдернского, и Катарины де Бурбон.
В этом браке было рождено двенадцать детей:
- Карл Лотарингский (1486, умер в младенчестве);
- Франсуа Лотарингский (1487—1487);
- Антуан II Добрый, герцог Лотарингский и де Бар (1489—1544), женат с 1509 года на Рене Бурбон-Монпансье (1494—1539);
- Анна Лотарингская (1490—1491);
- Николя Лотарингский (1493, умер в младенчестве);
- Изабель Лотарингская (1494—1508);
- Клод Лотарингский (1496—1550), первый герцог де Гиз, граф д’Аркур и д’Омаль, барон д’Эльбёф, де Майенн, сир де Жуанвиль, женат с 1513 года на Антуанетте де Бурбон-Вандом;
- Жан Лотарингский (1498—1550), кардинал Лотарингский, епископ Туля, Меца и Вердена;
- Луи Лотарингский (1500—1528), епископ Верденский, граф де Водемон;
- Клод и Катерина Лотарингские (1502, близнецы, умерли в младенчестве)
- Франсуа Лотарингский (1506—1525, погиб в битве при Павии), граф де Ламбек.

## Титулы
- Граф де Водемон — с 1470 по 1508 (после присоединения графства к герцогству Лотарингскому). Наследовал отцу;
- Граф д’Омаль и д’Эльбёф — с 1473 по 1508. Наследовал своему дяде;
- Герцог Лотарингский — с 1473 по 1508. Наследовал своему кузену Николя Лотарингскому, сыну Жана II;
- Сир де Жуанвиль — с 1476 по 1508. Наследовал своему брату;
- Герцог де Бар — с 1480 по 1508. Наследовал своей матери;
- Барон Майеннский — с 1481 по 1508. Наследовал Карлу IV Анжуйскому.